# Докучаевка (Костанайская область)
Докучаевка (каз. Докучаев) — село в Алтынсаринском районе Костанайской области Казахстана. Административный центр Докучаевского сельского округа. Находится примерно в 41 км к северо-востоку от села Убаганское. Код КАТО — 393239100.

## Население
В 1999 году население села составляло 934 человека (452 мужчины и 482 женщины). По данным переписи 2009 года в селе проживало 885 человек (414 мужчин и 471 женщина).